# Хердорф
Хе́рдорф (нем. Herdorf) — город в Германии, в земле Рейнланд-Пфальц.
Входит в состав района Альтенкирхен-Вестервальд. Население составляет 6890 человек (на 31 декабря 2010 года). Занимает площадь 18,00 км². Официальный код — 07 1 32 050.
Город подразделяется на 3 городских района.

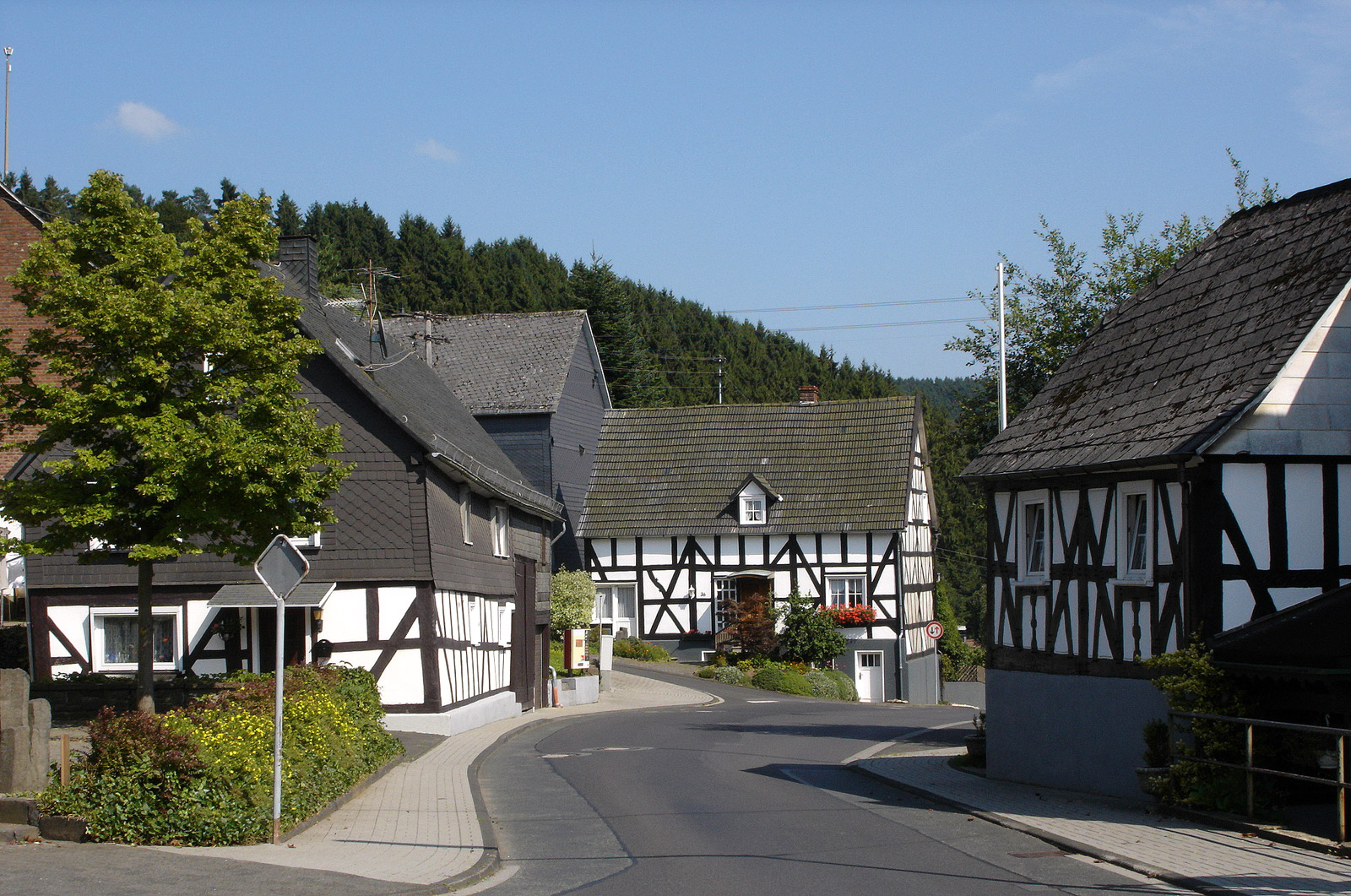
Хердорф